# Osady glacjalne
Osady glacjalne – osady związane z działalnością lodowców. Powstają z mieszaniny okruchów skalnych o różnych rozmiarach (m.in. gliny, piaski, żwiry, głazy narzutowe) przyniesionych przez lodowiec lub lądolód, złożone bezpośrednio przez jego stajanie.